# 무라세 가즈타카
무라세 가즈타카(일본어: 村瀬 和隆, 1985년 9월 11일 ~ )는 일본의 전 축구 선수이다.

## 구단 경력
과거 비셀 고베에서 활동하였다.